# 中山橋 (臺北市)
中山橋（舊名明治橋）位於臺灣臺北市中山區，跨越基隆河，連接南岸的圓山與北岸的劍潭山，橋南為中山北路三段，北側為中山北路四段。

## 沿革

### 明治橋的興建
日治時期，臺灣總督府興建臺灣神社，闢建連接臺北市區至圓山的敕使街道，1901年10月於基隆河上建成第一代「明治橋」，由總督府的土木技師十川嘉太郎設計，為鐵製派克式桁架橋（Parker truss），橋面木造，中為車道，兩旁設有人行道，欄杆有扇形鏤空雕花裝飾。1912年橋面改為鋼筋混凝土。
1923年（大正12年），受到日本關東大地震的影響，有關單位在第一代明治橋下游側（西北側）一旁新建上承式鋼筋混凝土拱橋，是為第二代橋。而第二代明治橋於1930年1月25日開工，工程費69萬5千圓，1933年3月20日完工，全長120公尺，寬17公尺（車道10公尺，兩側人行道各3.5公尺），改以花崗石砌成欄杆，兩邊各裝置一對青銅燈柱。
第二代明治橋完工前一年（1932年）10月已可局部通行；該月26日上午11時，臺灣總督府交通局與臺北市聯合舉辦開通典禮，出席者有臺灣總督府總務長官平塚廣義、交通局總長堀田鼎、殖產局局長殖田俊吉、文教局局長安武直夫、專賣局局長田端幸三郎、台北州知事中瀨拙夫、臺北市尹西澤義徵、府州市協議會員與民間代表等人，在典禮完畢後一行人初渡新橋。
由於二代明治橋已在1932年10月開通，日本當局隨即於該年11月17日下午2時起利用基隆河漲潮時拆移第一代舊橋。舊橋桁梁長200尺、重達100噸，採用橋下工作船與陸地上牽引機拆橋，當晚成功將舊鐵橋拖曳至陸上。因為本工法為臺灣首見，所以臺灣總督府交通局總長堀田鼎、交通局道路港灣課課長松本虎太、臺北州內務部土木課課長前田兼雄、臺北市役所土木課課長永野幸之丞與相關工程師均到場觀察。

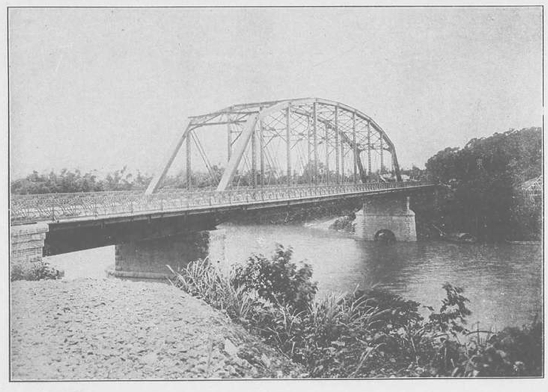
第一代明治橋為鐵製桁架橋，樣式類似派克式桁架（Parker truss），橋墩為磚石造。
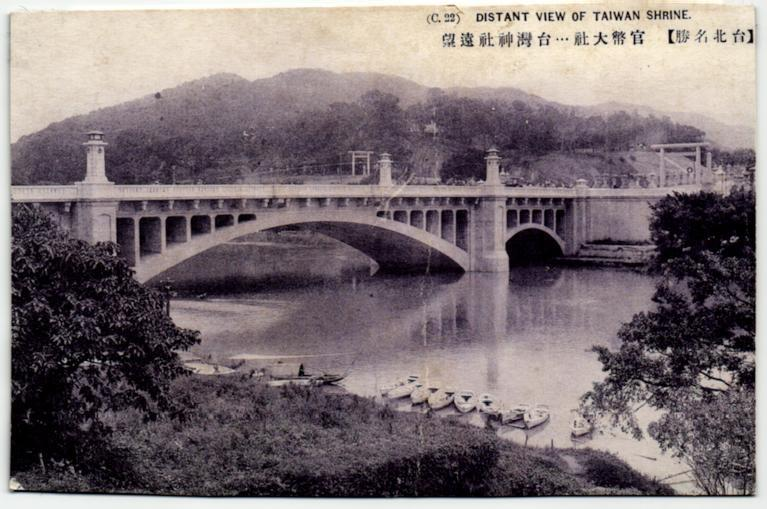
第二代明治橋：上承式鋼筋混凝土開腹式拱橋。
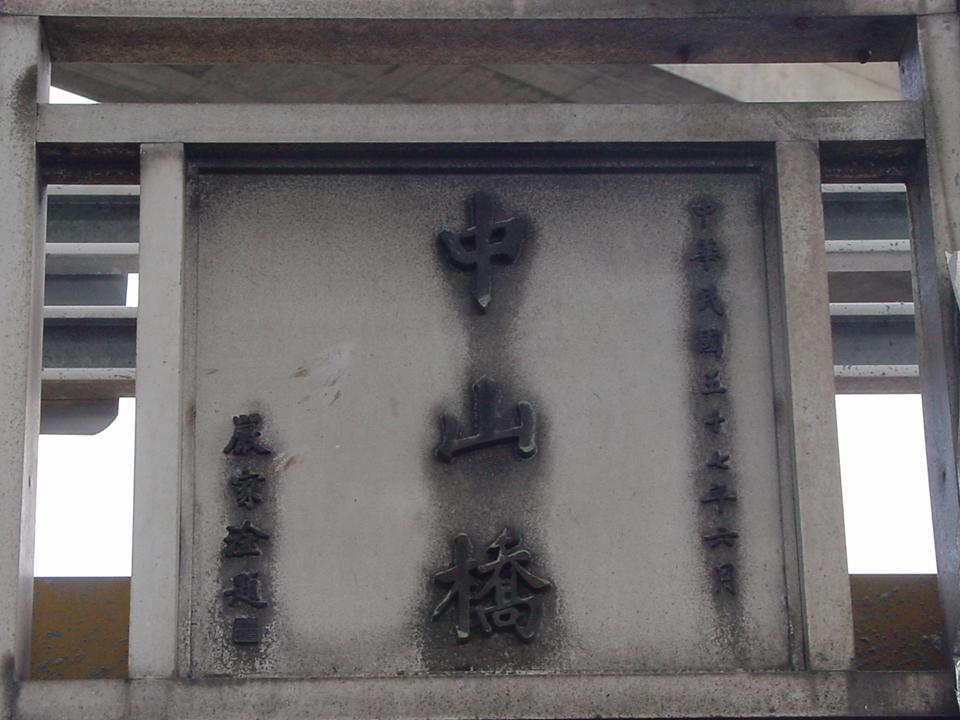
中山橋名牌民國57年（1968年）中華民國副總統嚴家淦題立，民國91年（2002年）拆除。

### 中山橋時期
戰後的1946年，敕使街道改名為中山北路，明治橋更名為中山橋。為總統府通往士林官邸的必經通道。隨著臺北市區通往士林、北投、大直、內湖交通量不斷增加，1968年將花崗石欄杆和燈柱拆除，拓寬橋面為23公尺。

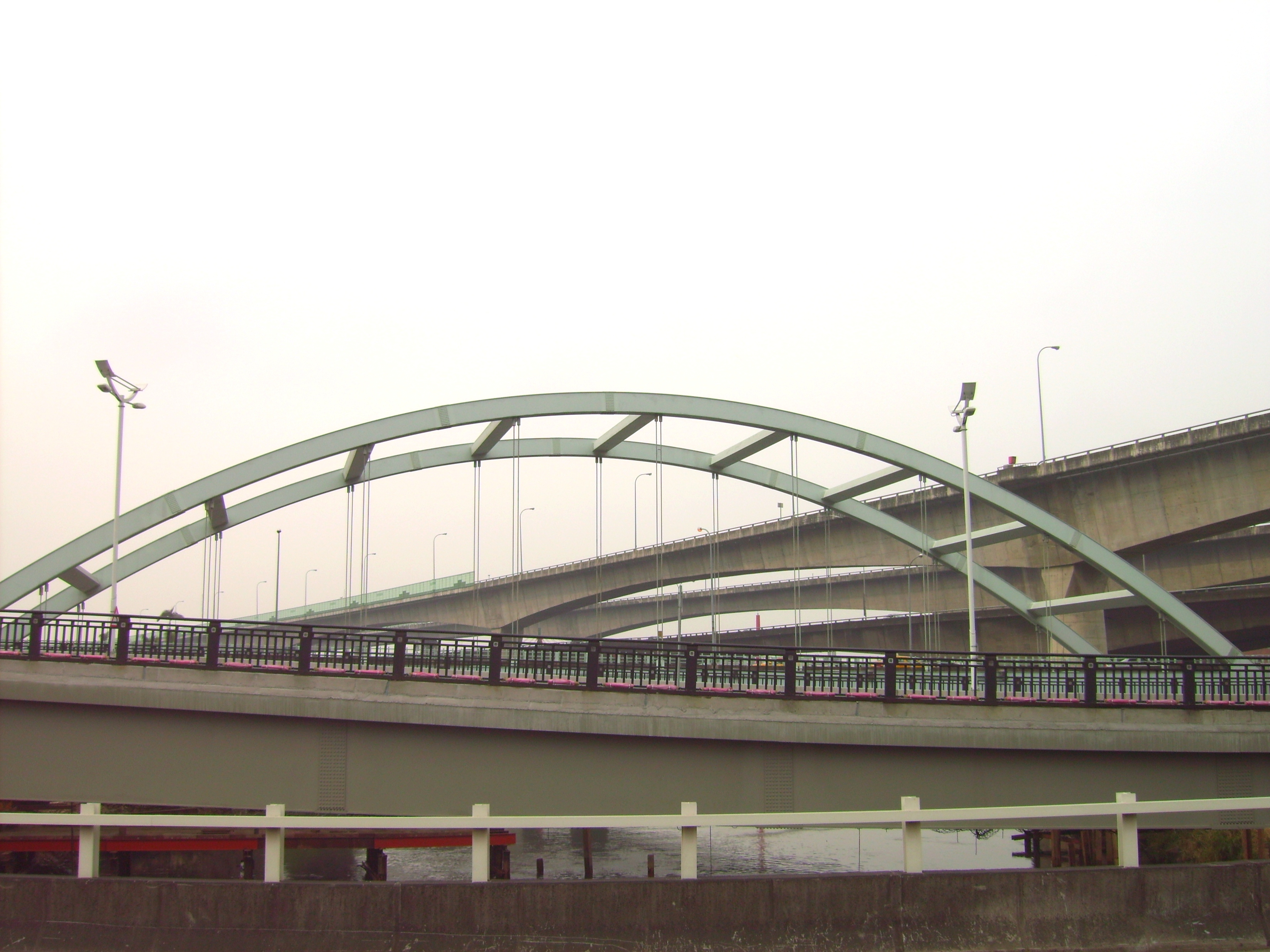
中山二橋。

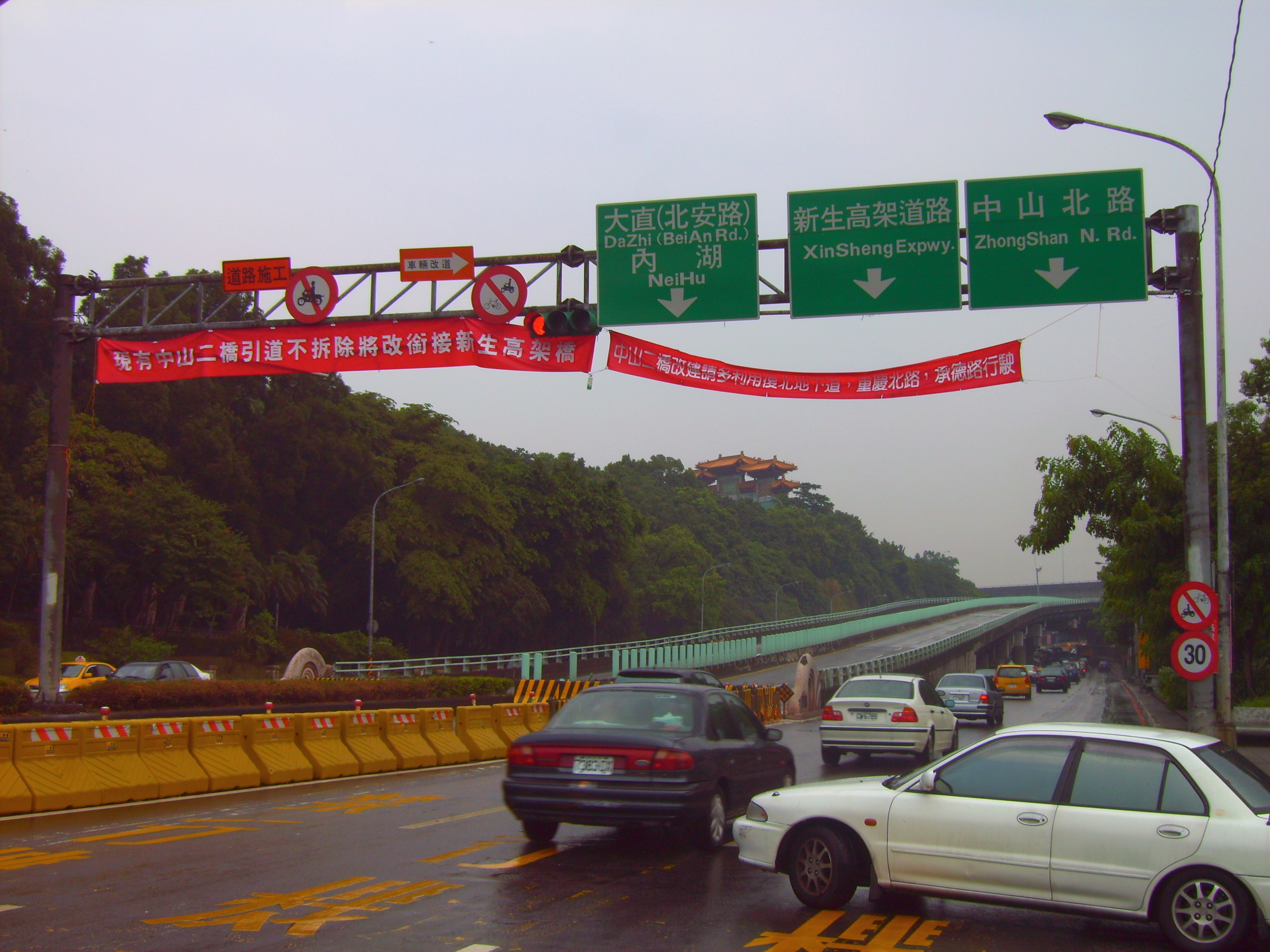
封閉中的中山二橋北引道，攝於劍潭青年活動中心外（2007年）。

由於基隆河整治和圓山地區交通整建工程，台北市政府決定於西側新建「中山二橋」，並原地改建中山橋，分別作為連接士林、北投和大直、內湖兩方向的動線。中山二橋北自中山北路通河街口即上引道，於新生高架道路北引道西側過河，南至酒泉街口北側的美術館前，雙向各設置二車道。1993年7月16日開工。1994年4月完工，7月通車。由於新舊橋並列的關係，基隆河岸與酒泉街之間的中山北路成了兩條並排的雙向四線道。分別為：二橋往南（接往南慢車道）、二橋往北（接往南快車道）、舊橋往南（接往北快車道）、舊橋往北（接往北慢車道），於酒泉街口呈現X型交叉的複雜車流。後來中山北路北上慢車道禁止匯入二橋。
然而當初規劃僅考慮改建前後的情況，對於改建過程交通疏導規劃（尤其是大直內湖方面通往市區的動線），隨著工程的進行逐漸產生許多問題。以往大直、內湖方面進入市區的車輛，先穿過圓山隧道再往南，即可上中山橋。但二橋的引道起自通河街口，使得大直、內湖方面的車輛完全無法使用二橋。原先二橋通車後即計畫接著拆除改建中山橋，適逢1994年12月台北市長選舉，當時市長黃大洲擔心拆除舊橋將影響選情，決定延至選後進行。
此外配合二橋的興建，另沿著台北捷運淡水線基隆河橋旁、中山橋東側新建一座僅供機慢車通行的便橋（二線道），連接基河路至玉門街，初為南下之單行道。1998年至1999年設雙向各二車道及人行道，搭配東側的上班尖峰時間調撥車道，提供北安路直接從三角公園左轉南下使用便橋的動線。此橋在納莉風災導致其橋墩受損時一度封閉。

### 拆除
2001年9月，納莉颱風過境北台灣，造成大台北地區嚴重水災。中山橋再度面臨古蹟保存和基隆河整治的爭議。
2002年2月，市長馬英九宣布，「在水利影響及文化景觀雙重考量下，中山橋將登錄為歷史建物，並在今年防汛期後遷建，易地重現其風華。」2002年12月20日，拆橋遷建工程開工，但遷建處仍未定，舊橋拆除後切為435塊，堆在再春游泳池原址至今。

### 新中山橋

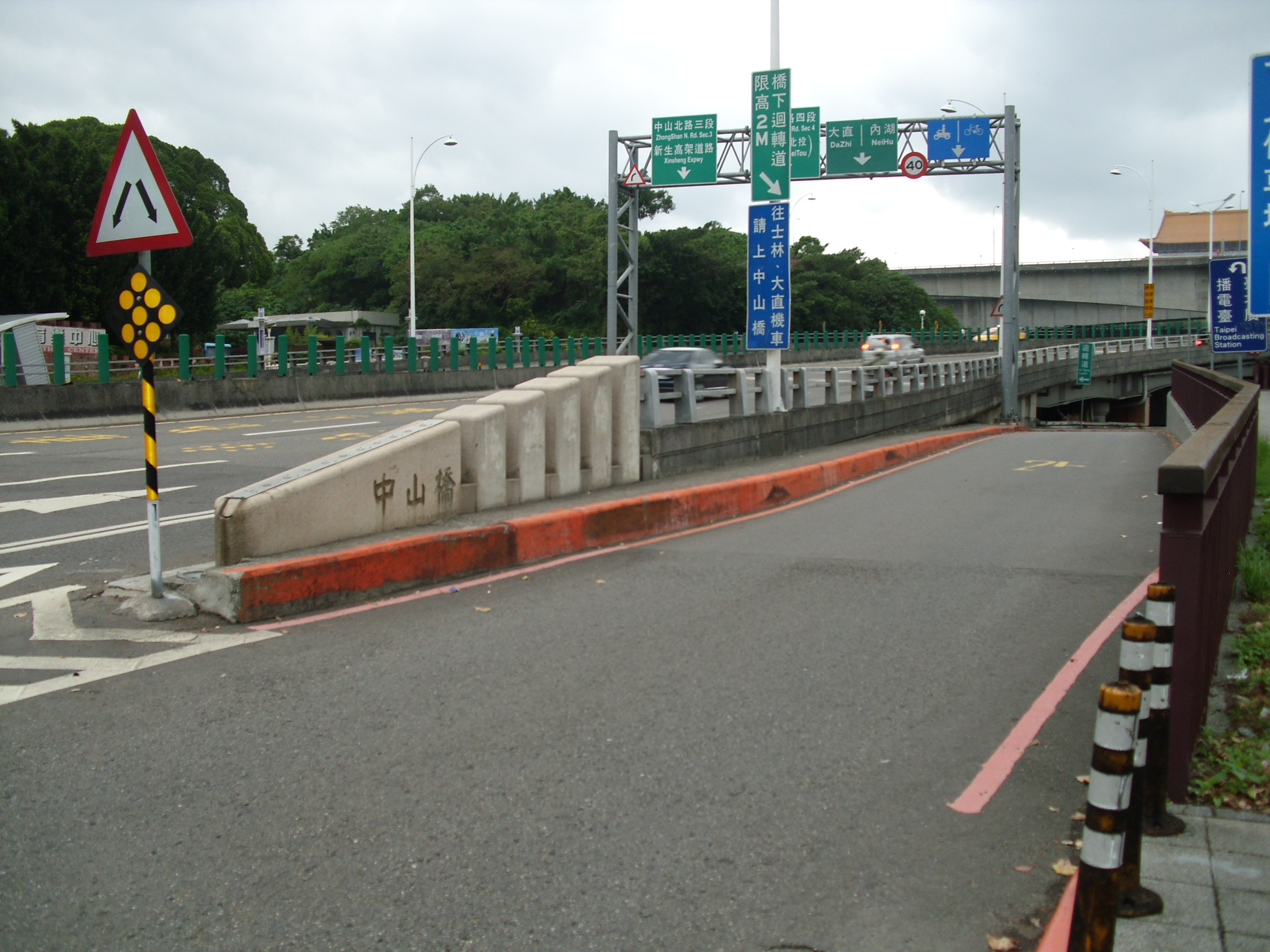
新橋橋頭

2006年12月24日，中山新橋主橋開放北往南通行（東側車道），便橋改為南往北單行道。
2007年2月18日至27日（大年初一至初十），封閉並拆除中山二橋及南引道，以興建新橋南引道。所有車輛改走新橋。
2007年10月，中山新橋完工通車。2008年11月24至28日，拆除東側的中山便橋。2009年初，配合「新生高架橋北引道改善工程」，中山二橋北引道將連接至新生高架橋西側引道。

## 重組問題
2019年，原中山橋遺構重組的議題引發議論，時任臺北市市長柯文哲表示中山橋根本組不起來，文資委員李乾朗對此批評市長「重組不是問題......欺騙社會、不負責任」。

## 另見
- 圓山
- 圓山大飯店
- 再春游泳池
- 新生高架橋北引道改善工程見新生高架道路
- 臺灣文化資產遭破壞列表

### 來源
1. ↑  ，《臺灣日日新報》，1901年10月22日2版。（日語）
2. ↑  照片，《臺灣日日新報》第2203號，1905年9月3日1版。（日語）
3. ↑  . 中央研究院.[]
4. ↑  〈珍貴影像拍到兩代明治橋同時入鏡〉 （页面存档备份，存于），面冊「臺灣古寫真上色x今昔時光機交流團」，Prince Wang，2022年11月17日08:34貼文。
5. ↑  照片，《臺灣日日新報》第11693號，1932年10月27日夕刊1版。（日語）
6. ↑  《臺北市土木要覽》,1943年3月31日，臺北市役所，頁86。（日語）
7. ↑  . 《臺灣建築會誌》 (社團法人臺灣建築會). 1934, 6 (1) （日语）.
8. ↑  . 國立臺灣圖書館.   [2022-11-23]. （原始内容存档于2022-11-23）.
9. ↑  〈臺灣神社大祭前 新明治橋開通式 文武官民代表參列〉，《臺灣日日新報》第11693號，1932年10月27日漢文8版。（繁體中文）
10. ↑  〈舊明治橋 重量百噸 曳至陸上成功〉，《臺灣日日新報》第11693號，1932年11月19日漢文8版。（繁體中文）
11. ↑  中華民國（台灣）中央研究院. .   [2019-04-08]. （原始内容存档于2008-10-19） （中文（臺灣））.
12. ↑  EDDY. .   [2019年4月8日]. （原始内容存档于2020年10月30日） （中文（臺灣））.
13. ↑  . 1998-10-29  [2019-04-08]. （原始内容存档于2020-11-05） （中文（臺灣））.
14. ↑  . 米果【私‧生活意見】.   [2010-06-20]. （原始内容存档于2009-10-10） （中文（臺灣））.
15. ↑  . 自由時報. 2018-05-19  [2019-04-08]. （原始内容存档于2020-11-05） （中文（臺灣））.
16. ↑  . 臺北市政府工務局水利工程處. 2006-12-22  [2019-04-08]. （原始内容存档于2020-11-05） （中文（臺灣））.
17. ↑  . 臺北市政府工務局. 2007-02-14  [2019-04-08]. （原始内容存档于2020-11-05） （中文（臺灣））.
18. ↑  . 臺北市政府工務局. 2015-09-22  [2019-04-08]. （原始内容存档于2020-11-05） （中文（臺灣））.
19. ↑  . 自由時報. 2019-12-10  [2022-10-09]. （原始内容存档于2022-12-21） （中文（臺灣））.

## 外部連結
- 中山橋—文化部文化資產局 （页面存档备份，存于）